# Аватар (фильм, 2009)
«Авата́р» (англ. Avatar, МФА: [ˈæv.ə.tɑɹ]) — американский эпический научно-фантастический фильм 2009 года сценариста и режиссёра Джеймса Кэмерона с Сэмом Уортингтоном и Зои Салданой в главных ролях. Действие фильма происходит в 2154 году, когда человечество добывает ценный минерал анобтаниум на Пандоре, обитаемом спутнике газовой планеты в звёздной системе Альфы Центавра. По сюжету ресурсодобывающая корпорация угрожает существованию местного племени человекоподобных разумных существ — на’ви. Название фильма — название генетически спроектированных тел, гибридов на’ви и людей, используемых командой исследователей для изучения планеты и взаимодействия с туземными жителями Пандоры.
Создание «Аватара» началось в 1994 году, когда Джеймс Кэмерон написал 80-страничную концепцию сценария фильма. Предполагалось начать съёмки в 1997 году и выпустить «Аватар» в прокат уже в 1999 году, но, по словам Кэмерона, на тот момент ещё не существовало технологий, способных воплотить его видение картины. Работа над языком на’ви началась летом 2005 года, а в начале 2006 года Кэмерон приступил к созданию сценария и вымышленной вселенной. По официальным данным, бюджет «Аватара» составляет около 237 млн $, по другим оценкам, затраты на производство фильма варьируются от 280 млн $ до 310 млн $, а стоимость рекламной кампании оценивается в 150 млн $. При съёмках «Аватара» широко использовалась технология захвата движения. Фильм вышел в прокат в традиционном формате, 3D-формате (RealD 3D, Dolby 3D, XpanD 3D и IMAX 3D) и в «4D»-формате в некоторых кинотеатрах Республики Кореи.
Премьера «Аватара» состоялась в Лондоне 10 декабря 2009 года. В международный прокат, включая США и Канаду, фильм вышел 16—18 декабря того же года. Картина имела коммерческий успех и снискала одобрение критиков. Она побила несколько рекордов по сборам, став самым кассовым фильмом всех времён в Северной Америке, на постсоветском пространстве (до января 2023 года) и во всём мире, обойдя фильм «Титаник» (1997), удерживавший рекорд в течение 12 лет. Рекорд по кассовым сборам «Аватар» удерживал 10 лет, пока его летом 2019 года по этому показателю не обошёл фильм братьев Руссо «Мстители: Финал», но после повторного проката в Китае в марте 2021 года картина вернула себе это звание, преодолев рубеж суммарных кассовых сборов в 2,8 млрд $. «Аватар» также стал первым фильмом в истории кинематографа, кассовые сборы которого превысили отметку в 2 млрд $. Фильм был номинирован на премию «Оскар» в 9 категориях, включая «Лучший фильм» и «Лучшая режиссура», и победил в трёх из них: «Лучшая операторская работа», «Лучшие визуальные эффекты» и «Лучшая работа художника-постановщика». DVD-релиз фильма побил рекорды продаж, а Blu-ray-издание стало одним из самых успешных в истории.
В 2013 году Джеймс Кэмерон подписал контракт с компанией 20th Century Fox о создании ещё трёх фильмов, образующих вместе с оригинальной картиной тетралогию, а в апреле 2016 года заявил о создании четырёх фильмов франшизы.

## Сюжет
К середине XXII века человечество почти исчерпало природные ресурсы перенаселённой Земли. Корпорация RDA разворачивает крупномасштабную добычу редкого минерала анобтаниума на Пандоре — колонизируемом людьми спутнике газового гиганта Полифема в звёздной системе Альфы Центавра. Пандора, чья атмосфера ядовита для людей, густо населена флорой и фауной, а также трёхметровыми разумными гуманоидами. Они называют себя на’ви, почитают богиню-мать Эйву, живут в первобытной гармонии с природой и недовольны её разрушением, устроенным землянами.
Для исследования биосферы Пандоры учёные используют «аватары» — спроектированные гибриды тел на’ви и людей. Аватар дистанционно управляется человеком-оператором, чья ДНК была использована при его создании. Оператор «спит» в узле нейросвязи, мысленно управляя аватаром как своим телом. Аватары крайне дороги, поэтому когда Томми, учёного и оператора аватара, убивают незадолго до отправки на Пандору, представители RDA предлагают занять его место брату-близнецу Джейку Салли, страдающему параличом ног бывшему морскому пехотинцу. Ради денег на лечение Джейк соглашается и прибывает на Пандору в 2154 году.
Джейк знакомится с главой программы «Аватар» доктором Грэйс Огустин; та считает солдата плохой заменой погибшему учёному. Против её воли начальник колонии Паркер Селфридж назначает Джейка охранником для учёных. В первой экспедиции, пока аватары Грэйс и её коллеги Норма Спеллмана отвлеклись, на аватара Джейка нападает танатор, крупный хищник, напоминающий пантеру. Убегая, Джейк теряется в лесу, где его атакует стая мелких хищников. Его спасает Нейтири, охотница из клана Оматикайя. Следуя удивившему её знаку природы, она приводит Джейка в огромный древо-дом, где веками живёт клан. После вмешательства Мо’ат, матери Нейтири и духовного лидера Оматикайя, его решают оставить, поручив Нейтири обучить его культуре и охоте. Нейтири недовольна; как позже узнаёт Джейк, земляне-солдаты убили её сестру.
На участке земли под древо-домом земляне запланировали новый карьер. Глава по безопасности полковник Майлз Куоритч вместе с Селфриджем предлагает Джейку через аватар тайно от учёных собирать разведывательные данные об Оматикайя на случай конфликта, а также узнать, на что можно обменять их согласие переселиться. Взамен ему обещано оплатить лечение позвоночника. Грэйс подозревает сговор и вместе с Джейком и Нормом перебирается в полевой лагерь учёных в горах Аллилуйя, где мощные электромагнитные вихри не позволяют нормально работать земной технике.
За три месяца Джейк учится охоте, езде и полётам на диких зверях, познаёт связь на’ви с природой, их язык, веру и обряды, и взаимно влюбляется в Нейтири. В видеодневнике он говорит, что с трудом помнит прошлую жизнь и не уверен, кто он теперь; мир на’ви ему кажется явью, а исхудавший человек в инвалидной коляске — сном. Куоритч, получив данные для атаки, предлагает завершить миссию, но Джейк отказывается, чтобы обсудить уход клана. Заслужив доверие народа, Джейк принят в клан; вскоре он и Нейтири становятся супругами.
Внезапно бульдозеры RDA уничтожают священное Древо Голосов; Джейк тщетно пытается их остановить, ломая камеры и попадая в кадр. Не успев рассказать клану о планах землян, аватары падают, когда прилетевший в лагерь Куоритч отключает связь и обвиняет Джейка в предательстве. На базе он показывает Селфриджу запись дневника, где Джейк предполагает, что на’ви не покинут дом добровольно. Не внимая доводам Грэйс о хранящей народную память глобальной нейросети деревьев и не испытывая сострадания к на’ви, Селфридж завершает программу «Аватар».
Племя мстит, убивая охрану и сжигая бульдозеры. Куоритч уговаривает Селфриджа использовать атаку как повод для сноса древо-дома, а Джейк — позволить ему и Грэйс убедить племя уйти. Джейк сообщает, что земляне скоро снесут древо-дом, а он всё знал и был послан для внедрения. Племя считает его предателем; от казни его и Грэйс спасает нападение землян. Мо’ат освобождает Джейка, прося его помочь, «если он стал своим». Дерево падает, племя едва спасается, среди убитых оказывается отец Нейтири (глава клана); Нейтири прогоняет Джейка. Селфридж приказывает отключить связь с аватарами и запереть Джейка, Грэйс и Норма в изоляторе за бунт.
Ночью боевой пилот Труди Чакон, работающая с учёными и возмущённая жестокостью военных, помогает пленникам бежать в полевой лагерь и перевезти его поглубже в горы. При побеге Куоритч серьёзно ранит Грэйс. Войдя в аватар, Джейк повторяет подвиг легендарного героя «Тору́ка Макто́», оседлав крупнейшего летающего хищника Пандоры — торука, чем возвращает доверие Оматикайя. Джейк просит их помочь спасти Грэйс. Её кладут под священное Древо Душ, через которое племя общается с Эйвой. Клан пытается переместить Грэйс из человеческого тела в её аватар; однако из-за слабости от раны первичное тело Грейс умирает, а аватар впадает в кому; но, по словам Мо’ат, её сознание слилось с Эйвой.
Джейк мотивационной речью призывает собрать племена и прогнать землян. Заметив сборы с орбиты, Куоритч мобилизует солдат для упреждающего удара — он хочет разбомбить Древо Душ, деморализовав врага, используя шаттл «Валькирию» в качестве бомбардировщика. Хотя к началу битвы удалось собрать 15 кланов общей численностью в 2 тысячи воинов, Джейк понимает, что придётся воевать первобытным оружием против современной техники, приходит к Древу Душ и молит Эйву посмотреть в памяти Грэйс, как земляне уничтожили свою природу, и помочь сохранить эту.
Начинается масштабная битва. RDA высаживают десант при поддержке экзоскелетов, после чего воздушные силы на’ви атакуют авиацию землян из засады. Несмотря на численное превосходство на’вийцев, земляне отражают их наземную и воздушную атаки и тем приходится отступить. Тсу’тей гибнет в ближнем бою в шаттле, банши Нейтири застрелена одним из экзоскелетов, а Труди, спасая Джейка вызывает огонь на себя и тоже погибает. В этот тяжёлый момент по молитвам Джейка против колонистов обращается вся фауна Пандоры, заставив оставшиеся силы землян отступить. Когда шаттл подлетел к зоне поражения, Джейк сбивает его гранатами, а затем и командирский корабль, но Куоритч выживает в робокостюме, а далее находит модуль связи, где «спит» управляющий аватаром Джейк. Подоспевшая Нейтири, оседлав танатора, бьётся с Куоритчем, однако тот убивает танатора и готовится убить и её. Появляется Джейк и в неравной битве ломает кабину экзоскелета, но Куоритч разбивает окно модуля и продолжает бой. Из-за внешней атмосферы Джейк и его аватар теряют сознание и Куоритч готовится его убить, однако появляется Нейтири, убивает Куоритча из отцовского лука и спасает Джейка, надев на него дыхательную маску.
В итоге на’ви выиграли битву, в результате чего добыча анобтаниума и разрушение природы окончены, а выжившие земляне (кроме дружественных учёных) изгнаны на Землю. Джейк становится новым главой Оматикайя; клан помогает навсегда перенести его сознание из тела человека в аватар.

## Актёры
| Актёр           | Роль                                              |
| --------------- | ------------------------------------------------- |
| Сэм Уортингтон  | Джейк Салли                                       |
| Сигурни Уивер   | доктор Грэйс Огустин глава программы «Аватар»     |
| Стивен Лэнг     | полковник Майлз Куоритч главный антагонист фильма |
| Мишель Родригес | пилот Труди Чакон                                 |
| Джованни Рибизи | администратор Паркер Селфридж                     |
| Джоэл Дэвид Мур | учёный Норм Спеллман                              |
| Дилип Рао       | доктор Макс Пател                                 |
| Мэтт Джеральд   | капрал Лайл Уэйнфлит                              |

| Актёр             | Роль                                          |
| ----------------- | --------------------------------------------- |
| Зои Салдана       | Нейтири                                       |
| Си Си Эйч Паундер | Мо’ат духовный лидер оматикайя и мать Нейтири |
| Лаз Алонсо        | Тсу’тей воин оматикайя                        |
| Уэс Стьюди        | Эйтукан вождь оматикайя и отец Нейтири        |
| Питер Менса       | Аквей вождь клана Всадников Равнины           |

Джеймс Кэмерон не хотел увеличивать бюджет картины, по этой причине он искал неизвестного актёра в качестве претендента на главную роль. Им стал Сэм Уортингтон, который на тот момент жил в своей машине и уже дважды проходил пробы на роль Джейка Салли.
Уортингтон вспоминал, что полученная роль стала для него неожиданностью: «В то время я был никому не известным австралийским актёром. К тому же эта роль принесла мне деньги, в которых я тогда очень нуждался».
Во время работы над фильмом он много общался с братом режиссёра, бывшим морским пехотинцем. Освоение инопланетного языка, по словам Уортингтона, давалось ему легче американского акцента.
В раннем сценарии персонаж Сигурни Уивер носил имя Шипли по аналогии с Рипли из фильма «Чужие» (1986). Будучи «очень целеустремлённым и очень идеалистичным», этот персонаж напоминает Уивер самого́ Кэмерона.
Режиссёр захотел работать с Мишель Родригес после того, как увидел её в фильме «Женский бой» (2000). Стивен Лэнг пробовался на одну из ролей в фильме Кэмерона «Чужие», которую он не получил, но режиссёр запомнил Лэнга и пригласил его сняться в «Аватаре». Известно, что Майкл Бин, сыгравший капрала Дуэйна Хикса в «Чужих», пробовался на роль Куоритча, читал сценарий «Аватара» и даже смотрел некоторые 3D-кадры вместе с Кэмероном.
| |  |  |  |  |  |  |  |
| Актёрский состав «Аватара» слева направо: Сэм Уортингтон, Зои Салдана, Сигурни Уивер, Стивен Лэнг, Мишель Родригес, Джованни Рибизи, Джоэл Дэвид Мур, Си Си Эйч Паундер и Лаз Алонсо |  |  |  |  |  |  |  |

## История создания

### Предыстория
В 1994 году режиссёр Джеймс Кэмерон написал 80-страничную концепцию сценария будущего фильма, черпав вдохновение из «каждой научно-фантастической книги», прочитанной им в детстве, и из приключенческих романов Эдгара Райса Берроуза и Генри Райдера Хаггарда. В августе 1996 года он объявил, что после завершения производства «Титаника» планирует приступить к созданию фильма с применением созданных при помощи CGI-графики актёров. Проект оценивался в 100 миллионов долларов и должен был включать в себя минимум шесть актёров в главных ролях, которые «казались бы реальными, но не существовали в материальном мире». Визуальными эффектами должна была заняться студия Digital Domain. Предполагалось начать съёмки летом 1997 года и выпустить фильм в прокат в 1999-м. Однако Кэмерон посчитал, что технологии были на тот момент недостаточно развиты, чтобы воплотить его видение фильма. В последующие несколько лет он решил сосредоточиться на создании документальных лент и усовершенствовании SFX-технологий. По сообщению журнала Bloomberg BusinessWeek, компания 20th Century Fox выделила Кэмерону 10 миллионов долларов, чтобы тот снял концепт-ролик задуманного фильма для демонстрации своих идей и показал его руководителям Fox в октябре 2005 года.
Известно, что рабочее название фильма — «Проект 880» (англ. Project 880).

### Пре-продакшн
С января по апрель 2006 года Кэмерон работал над написанием сценария и созданием культуры на’ви. Их язык был разработан доктором Полом Фроммером, лингвистом из Университета Южной Калифорнии. Язык на’ви включает в себя около 1000 слов, 30 из которых добавлены Кэмероном. В его фонемах присутствуют абруптивные согласные, такие как [kʼ] в слове «skxawng», взятый из амхарского языка эфиопов, и звук [ŋ], который Кэмерон взял из новозеландского маори. Чтобы больше узнать о работе ботаников с образцами растений и обсудить способы коммуникации между организмами Пандоры, актриса Сигурни Уивер и художники по декорациям общались с Джоди С. Холт, профессором физиологии растений из Калифорнийского университета в Риверсайде. В первоначальном варианте сценария листва растений была такой же синей, как кожа на’ви, но в конечном счёте режиссёр решил использовать зелёный цвет для большего сходства с флорой Земли.
С 2005 по 2007 год Кэмерон работал с командой дизайнеров, в которую входили известный иллюстратор Уэйн Барлоу и знаменитый концепт-художник Йорду Шелл. В их задачи входило создание внешнего облика на’ви посредством рисунков и скульптур; они часто работали вместе на кухне в доме Кэмерона в Малибу.
В июле 2006 года Кэмерон объявил, что выход «Аватара» предположительно намечен на середину 2008 года, а съёмки начнутся в феврале 2007 года.
В августе 2006 года стало известно, что за создание визуальных эффектов берётся студия Weta Digital.
Стэнли Уинстон, который ранее уже работал с Кэмероном, вступил в проект в качестве дизайнера. В общем, стадия пре-продакшена «Аватара» заняла несколько лет. В проекте были задействованы два разных художника-постановщика и два художественных отдела, один из которых занимался флорой и фауной Пандоры, а другой — машинами и техникой людей.
Компания Fox колебалась в принятии решения о съёмках фильма из-за болезненного опыта с перерасходом средств и задержками при производстве предыдущей картины Кэмерона, «Титаника», хотя Кэмерон и шёл на уступки: переписал сценарий, удалил некоторых персонажей и заверил студию, что откажется от части своего гонорара в случае коммерческого провала фильма. Когда в середине 2006 года Fox в недвусмысленных выражениях заявила Кэмерону, что рассматривает вопрос передачи фильма, он стал обращаться к другим киностудиям. В частности, режиссёр представил свой проект Дику Куку, на тот момент занимавшему пост председателя Walt Disney Studios. Однако, когда Disney попыталась взяться за проект, Fox заявила о своём преимущественном праве покупки. Fox окончательно согласилась участвовать в создании «Аватара» только после того, как студия Ingenious Media согласилась профинансировать проект. Это позволило снизить экономические риски более чем наполовину от официального бюджета. Уже после начала сотрудничества с Fox один из её скептически настроенных руководителей сказал Кэмерону и продюсеру «Аватара» Джону Ландау: «Я не знаю, может, мы сумасшедшие, раз позволили вам делать это, или вы сумасшедшие, раз думаете, что у вас получится…»
Кэмерон чувствовал, что так или иначе любовь Джейка к Нейтири может зависеть от её физической привлекательности, поэтому разработку её образа он поручил команде художников, состоящей только из одних мужчин.
По неофициальным данным, стоимость производства фильма оценивалась в диапазоне от 280 до 310 миллионов долларов, а расходы на маркетинг составили $150 миллионов. Обозреватели отмечали, что $30 миллионов налоговых скидок уменьшили финансовое давление на студию и её инвесторов.
Официальный представитель Fox заявлял, что бюджет «Аватара» составляет «237 миллионов долларов плюс 150 миллионов на промоушен».
Кастинг стартовал в июне 2006 года.
Когда актёры были окончательно утверждены, Кэмерон вывез их для репетиции сцен из фильма на Гавайские острова, чтобы они лучше почувствовали, что такое тропические джунгли.
В декабре 2006 года Кэмерон охарактеризовал «Аватар» как «фантастическую историю, происходящую на другой планете через двести лет» и «старомодное приключение в джунглях с экологическим подтекстом, выходящее на мифический уровень повествования». Он не исключал возможность съёмок двух сиквелов фильма, если тот оправдает себя в прокате.

### Сюжетные параллели и источники вдохновения
По словам Кэмерона, «„Аватар“ — это в первую очередь экшн, приключение и „путешествие самопознания“». Режиссёр признавался, что фильм затрагивает тему империализма: «люди с большей военной и технологической мощью, как правило, могут вытеснить или уничтожить людей более слабых, и всё ради ресурсов». Он говорил, что у фильма есть совесть: «Это хорошо, если у фильма она есть: она не превращает его в аттракцион».
Кэмерон называл среди источников вдохновения прочитанные им в детстве произведения научно-фантастической литературы. Он заявлял, что старался не только передать атмосферу серии романов о Джоне Картере писателя Эдгара Райса Берроуза, но и обновить её. Режиссёр признавался, что повествование «Аватара» схоже с сюжетными особенностями таких фильмов, как «Игра в полях господних» (1991), «Изумрудный лес» (1985), «Принцесса Мононокэ» (1997), в которых характерной особенностью являются противоречия между культурами и цивилизациями; и «Танцующий с волками» (1990), где покалеченный солдат находит своё место среди той культуры, против которой он изначально сражался.
Кэмерон неоднократно признавал связь фильма с представлениями индуизма, в том числе заимствование названия фильма и синего цвета кожи на’ви из индуистских священных текстов. В 2007 году журнал Time в интервью с Кэмероном поинтересовался у режиссёра о значении термина «аватар», на что тот ответил: «Это телесное воплощение одного из индуистских богов. В фильме оно означает, что в будущем люди с помощью технологии научатся помещать сознание человека в удалённое биологическое тело».
В интервью изданию Entertainment Weekly Кэмерон отметил связь синего цвета на’ви с синекожими богами индуизма, сказав, что эта параллель нравится ему «концептуально».
На пресс-конференции в Дели Кэмерон сказал: «Я влюблён в мифологию и пантеон индуизма; он такой богатый и живой. Я не хотел ссылаться на идеи индуизма [в фильме] слишком явно, однако мне было интересно создать подсознательную связь с индуизмом», добавив, что хорошо знаком с индуистским вероучением и считает его «захватывающим».
На внешний облик на’ви повлиял сон матери Кэмерона, в котором она наблюдала четырёхметровую женщину с синей кожей.
Кэмерон говорил: «Мне нравится синий. Это хороший цвет… к тому же, есть параллель с индуистскими божествами…» Подобные существа появились в его первом сценарии, написанном в 1976—1977 годах, в котором фигурировала планета, населённая синими инопланетянами. Они же стали основой для образа на’ви.
Любовная история Джейка и Нейтири, по признанию Кэмерона, схожа с историей любви Джека и Розы, персонажей фильма «Титаник», режиссёром и сценаристом которого также был Кэмерон. В обоих случаях влюблённые — выходцы из радикально отличающихся культур, чья связь является нарушением общественных норм, что заставляет героев выбирать между своей культурой и чужой.
На создание пейзажа парящих гор Аллилуйя дизайнеров вдохновило «множество разных видов гор, но в основном карстовые известняковые формации в Китае». По словам художника-постановщика Дилана Коула, вид фантастических парящих скал был навеян горной грядой Хуаншань в КНР.
Кэмерон также отметил влияние китайских горных вершин.
В январе 2010 года самая высокая скала (1080 метров) национального лесного парка Чжанцзяцзе (Китай) официально была переименована в «гору Аватар-Аллилуйя» в честь фильма.
Для создания интерьеров ресурсодобывающей колонии RDA в июне 2007 года художники-постановщики фильма посетили нефтяную платформу Noble Clyde Boudreaux, расположенную в Мексиканском заливе. Они произвели замеры, а также фото- и видеосъёмку платформы с разных перспектив. Платформа впоследствии была перенесена на экран при помощи фотореалистичной CGI-графики на стадии пост-продакшена.
Кэмерон признавался, что «Аватар» косвенно критикует обезличенный характер механизированной войны в целом и роль Соединённых Штатов в Иракской войне в частности. Однако в более поздних интервью он утверждал, что «фильм определённо не антиамериканский».
Когда Кэмерона попросили прокомментировать сходство сцены, в которой Куоритч уничтожает Древо Дома, с террористической атакой на башни Всемирного торгового центра, он ответил, что был «удивлён, насколько эти [события] похожи на 11-е сентября».

### Съёмки
Часть неосновных сцен Кэмерон начал снимать уже осенью 2006 года. Основной же съёмочный этап, проходивший преимущественно в Лос-Анджелесе и Веллингтоне, столице Новой Зеландии, стартовал в апреле 2007 года. Съёмка осуществлялась посредством видоизменённой версии проприетарной цифровой системы 3-D Fusion Camera System, разработанной Кэмероном и Винсом Пейсом. Режиссёр считал, что 3D-фильм требует высокой кадровой частоты. Это обстоятельство могло бы обеспечить незаметность стробоскопического эффекта, однако в январе 2007 года Fox объявила, что съёмка будет проходить с частотой 24 кадра в секунду.
По словам Кэмерона, фильм состоит на 60 % из компьютерных элементов и на 40 % из живого действия.
Съёмка с применением технологии захвата движения проходила в ангаре компании Hughes Aircraft в Плая-Висте, Лос-Анджелес, и длилась 31 день. Съёмки без применения этой технологии начались в октябре 2007 года в Веллингтоне в павильонах Stone Street Studios и также проходили в течение 31 дня. К производству было привлечено более тысячи сотрудников. В процессе подготовки к съёмкам все актёры проходили профессиональное обучение тем навыкам, которыми обладали их персонажи: стрельбе из лука, верховой езде, обращению с огнестрельным оружием, рукопашному бою, а также изучению инопланетного языка.
На съёмочном этапе Кэмерон применил свою собственную новую систему виртуальной съёмки. Эта технология наделяла возможностью демонстрации цифровых копий актёров в двух проекциях: в определённом виртуальном окружении и в режиме реального времени, что позволяло режиссёру, управляя виртуальной камерой, снимать сцены так, как если бы это была живая съёмка. По словам Кэмерона: «Она словно большой, мощный игровой движок. Если я хочу летать в пространстве или сменить ракурс, то я могу это». Режиссёр заявил, что этот процесс не уменьшал значимости или важности актёрской игры, но наоборот — подчёркивал её. Так как отпадает необходимость настраивать камеры и осветительное оборудование, поправлять костюмы и грим, процесс съёмок становится более цельным. Кэмерон описал эту систему как «форму чистого творчества, где по-своему желанию вы можете перемещать деревья, горы, небо, менять время суток, у вас есть полный контроль над этими элементами».
Кэмерон позволил протестировать новую технологию двум своим приятелям, режиссёрам Стивену Спилбергу и Питеру Джексону. Спилберг говорил: «Мне понравилось думать о ней как о цифровом гриме, а не о дополненной анимации… Технология захвата движения приводит режиссёра к своего рода близости, которую актёры и режиссёры чувствуют, только когда работают в театре». Спилберг вместе с Джорджем Лукасом имели возможность наблюдать работу Кэмерона со всем этим новаторским оборудованием.
Чтобы получить соединение CGI-анимации с живой актёрской игрой, была задействована уникальная съёмочная система, известная как simulcam, — смесь 3-D Fusion Camera System и системы виртуальной съёмки. В то время как шли съёмки с применением simulcam, в режиме реального времени CGI-изображения накладывались на «живые» изображения, создавая дополненную реальность; и всё это выводилось на небольшой монитор, позволяя режиссёру видеть сразу готовую со всеми визуальными эффектами сцену.

### Визуальные эффекты
При производстве «Аватара» было задействовано множество инновационных технологий по созданию визуальных эффектов. По заявлениям Кэмерона, работа над фильмом была отложена с 1990-х годов до тех времён, пока технологии не продвинутся достаточно, чтобы должным образом воплотить его видение фильма.
Среди инноваций были новая система освещения обширных площадей, таких как джунгли Пандоры, павильон для съёмок с использованием технологии захвата движения в шесть раз крупнее, чем самый большой использованный ранее, и улучшенный метод захвата выражений лица. Для того чтобы выполнить захват мимики актёров, на них крепили специальные конструкции, выполненные индивидуально для каждого актёра по форме его головы. На этих конструкциях фиксировались крохотные камеры так, чтобы они располагались перед лицом актёра. Информация, собранная при помощи камер, о выражении лиц и движении глаз передавалась в компьютер.
Кэмерон говорил, что этот метод позволяет передать 100 % актёрской игры их цифровым копиям.
Кроме того, захваченное движение, переданное в компьютер, можно использовать неограниченное количество раз и просматривать с различных ракурсов.
В «Аватаре» есть сердце. Это главный спецэффект картины.
Новозеландская компания Weta Digital, расположенная в Веллингтоне, занималась созданием визуальных эффектов к фильму и привлекла к производству около 900 человек. Из-за колоссального количества цифровых данных, которые необходимо было хранить таким образом, чтобы те были доступны любому сотруднику, даже если он находится на другом конце света, понадобилась облачная система цифрового управления активами, названная Gaia и созданная компанией Microsoft специально для «Аватара», что позволило отслеживать и координировать все этапы цифровой обработки. Для рендеринга сцен фильма Weta использовала серверную ферму площадью 930 м2 с использованием 4 тыс. серверов компании Hewlett-Packard, имевших в общей сложности 35 000 процессорных ядер под управлением операционной системы Ubuntu. Шесть кластеров этой фермы занимали места со 193-го по 197-е и 274-е в списке пятисот мощнейших суперкомпьютеров мира на ноябрь 2009 года. Для текстурирования и рисования использовалась система программного обеспечения Mari, разработанная компанией The Foundry в содействии с Weta. При создании на’ви и виртуального мира Пандоры понадобился более чем петабайт цифрового дискового пространства, а каждая минута фильма занимала 17,28 гигабайта. Чтобы закончить работу над визуальными эффектами в срок, к производству были привлечены и другие компании, включая Industrial Light & Magic, которая помогала Weta в работе над созданием батальных сцен. Главным супервизором визуальных эффектов был Джо Леттери.

### Музыка
Музыку к фильму написал Джеймс Хорнер, это была его третья совместная работа с Кэмероном после «Чужих» и «Титаника». Композитор сотрудничал с Вандой Бриант, музыкальным этнографом, чтобы создать музыкальную культуру инопланетной расы. Хорнер признавался, что работал над саундтреком с четырёх часов утра и до десяти вечера каждый день. Он говорил в своём интервью: «„Аватар“ — самый сложный фильм, над которым я трудился, и самая большая работа, за которую я брался». Хорнер записывал хор на языке на’ви отдельно от музыкального сопровождения, а потом соединил их в одну композицию. Если хоровое пение было записано в марте 2008-го, то музыка — только весной 2009 года. Песню «I See You» исполнила британская певица Леона Льюис. Клип на эту композицию, срежиссированный Джейком Навой, впервые появился 15 декабря 2009 года в социальной сети MySpace.

## Маркетинг

### Продвижение
Первый кадр из «Аватара» появился 14 августа 2009 года. Затем журнал Empire в своём октябрьском номере опубликовал несколько эксклюзивных изображений из фильма. 23 июля Джеймс Кэмерон, Джон Ландау, Зои Салдана, Стивен Лэнг и Сигурни Уивер посетили фестиваль 2009 San Diego Comic-Con с целью продвижения киноленты, где был показан 25-минутный отрывок из фильма в формате Dolby 3D.
24 июля Кэмерон ещё раз выступил на этом мероприятии, где объявил 21 августа Днём «Аватара». Именно в этот день появился трейлер фильма во всех форматах, включая IMAX 3-D, IMAX 2-D, digital 3-D, digital 2-D и 35mm 2-D. Трейлер компьютерной игры James Cameron’s Avatar: The Game и линия игрушек были представлены в этот же день.
Этот же 129-секундный трейлер появился в Интернете 20 августа 2009 года. Премьера нового 210-секундного трейлера состоялась в кинотеатрах 23 октября 2009 года. В сети он появился только 29 октября.
Тизер-трейлер «Аватара» стал одним из самых посещаемых в истории киномаркетинга, в частности, он занял первое место на сайте Apple.com, собрав там 4 миллиона просмотров. 30 октября в честь празднования открытия первого во Вьетнаме 3D-кинотеатра Fox позволила компании Megastar Cinema показать представителям прессы 16-минутный отрывок из фильма. Премьера следующего 3,5-минутного трейлера прошла 1 ноября 2009 года в течение футбольного матча на стадионе Cowboys Stadium в Арлингтоне, штат Техас, на одном из самых гигантских мониторов в мире под названием Diamon Vision. Этот матч телеканал Fox транслировал в прямом эфире. Эта акция считается самым крупномасштабным просмотром трейлера в истории.
В целях маркетинга компания 20th Century Fox вступила в сотрудничество с компанией The Coca-Cola Company. В результате их совместной работы были выпущены особо помеченные бутылки и алюминиевые банки с диетической колой Coca-Cola Zero, с помощью которых можно было взаимодействовать с 3D-анимацией на специально созданном для этого сайте AVTR.com, поднося их к веб-камере.
Также фильм был разрекламирован в девятом эпизоде пятого сезона телесериала «Кости» «The Gamer in the Grease» на телеканале Fox. У актёра из «Аватара» Джоэля Дэвида Мура была роль в сериале, и в этом эпизоде его персонаж с нетерпением ждал выхода этого фильма.
За неделю до премьеры картины в Америке Зои Салдана рассказала о фильме в интервью Космическому Призраку на телеканале Adult Swim.
В Европе сеть ресторанов быстрого питания McDonald’s в своей телевизионной рекламе поощряла людей посетить веб-сайт, где, используя фотографию человека, можно превратить его в на’ви. Рекламный слоган был «Аватаризуйся» (англ. Avatarize Yourself).
| |  |  |  |
| Слева направо: Джеймс Кэмерон, Стивен Лэнг, Зои Салдана и Сигурни Уивер на фестивале 2009 San Diego Comic-Con International |  |  |  |

### Книги
Avatar: A Confidential Report on the Biological and Social History of Pandora — это 224-страничная книга, написанная в форме путеводителя по вымышленным местам Пандоры, изданная Harper Entertaiment 24 ноября 2009 года. Книга была представлена как компиляция всех данных, собранных людьми о Пандоре и жизни на ней, и написана Марией Вильгельм и Дирком Мэтисоном. В России была издана «Азбукой-классикой» под названием «Аватар. Иллюстрированный путеводитель» в переводе Ольги Ратниковой. Издательство HarperFestival также выпустило 48-страничный фотоальбом James Cameron’s Avatar: The Movie Scrapbook. 30 ноября 2009 года Abrams Books издало The Art of Avatar: James Cameron’s Epic Adventure авторства Лизы Флицпатрик. Книга содержит в себе множество рисунков, созданных концепт-художниками для фильма, включая скетчи и зарисовки. Книга примечательна ещё и тем, что введение к ней написал Джон Ландау, Кэмерон — эпилог, а Питер Джексон — предисловие. Также в октябре 2010 года Abrams Books выпустило 272-страничную книгу The Making of Avatar, в которой детально описывается процесс производства кинокартины и содержится около пятисот цветных фотографий и иллюстраций.
В 2009 году Кэмерон объявил, что планирует написать литературную версию «Аватара» после выхода фильма.
В феврале 2010 года Джон Ландау рассказал, что у Кэмерона в планах написать роман-приквел.

### Компьютерная игра
James Cameron’s Avatar: The Game (с англ. — «Аватар Джеймса Кэмерона: Игра») — компьютерная игра в жанре экшен от третьего лица, разработанная компанией Ubisoft Montreal и изданная Ubisoft. Кэмерон лично выбрал компанию-разработчика ещё в 2007-м. Сотрудничество игровых разработчиков и режиссёра проходило довольно тесно: Кэмерон даже позаимствовал некоторые идеи игры для своего фильма.
Игра вышла 1 декабря 2009 года в версиях для платформ PlayStation 3, Xbox 360, Wii, Nintendo DS, Microsoft Windows, а 8 декабря — и для PlayStation Portable.

### Игрушки и почтовые марки
В декабре 2009 года компания Mattel объявила о своём намерении выпустить серию игрушек по мотивам фильма. Серия включает в себя фигурки персонажей «Аватара», животных Пандоры, военную технику колонии людей и т. д. Каждая такая игрушка оснащена особым ярлыком, называющимся i-Tag, который можно просканировать при помощи веб-камеры, тем самым получив доступ к уникальному интернет-контенту. В Индии сетью McDonald’s была также выпущена серия игрушек, изображающая шесть персонажей фильма, в своём наборе Happy Meal.
В декабре 2009 года почтовая компания Франции La Poste выпустила ограниченную серию марок по мотивам «Аватара». Выход марок совпал со всемирным релизом кинокартины.

## Выход в прокат

### Первоначальный прокат
Премьера «Аватара» состоялась в Лондоне 10 декабря 2009 года, в остальном мире фильм вышел 16—18 декабря (исключения: 25 декабря — Польша, 1 января 2010 года — Аргентина и Уругвай, 2 января — КНР и 15 января — Италия).
Изначально дата выхода намечалась на 22 мая 2009 года, но была отложена, чтобы уделить стадии пост-продакшена больше времени (она закончилась лишь в ноябре) и дать возможность кинотеатрам установить 3D-проекторы.
16 декабря 2009 года в Германии на предварительном просмотре 3D-версии фильма дали сбой технические средства защиты авторских прав фильма: в результате некоторые копии оказались неподходящими к просмотру во всех кинотеатрах. Проблемы были обнаружены только во время премьеры.
В Соединённых Штатах «Аватар» вышел в 3457 кинотеатрах, в 2032 из которых в формате 3D.
В общем по миру «Аватар» вышел в 106 странах в 14 604 кинотеатрах, в 3671 из которых в 3D-формате.
18 декабря стартовал прокат IMAX 3D-версии фильма в 178 кинотеатрах США. В остальном мире премьера этой версии состоялась уже 16 декабря, но эта версия появилась ещё в 25 кинотеатрах в последующие недели.
«Аватару» принадлежит ещё один рекорд: самый обширный прокат его IMAX-версии — 261 кинотеатр по всему миру. До этого «IMAX-рекорд» был закреплён за фильмом «Гарри Поттер и Принц-полукровка» (2009), который вышел в 241 кинотеатре.
Летом 2010 года корейское подразделение компании 20th Century Fox выпустило так называемую 4D-версию фильма, которая включала в себя двигающиеся кресла, запахи взрывов, брызги воды и ветер.

### Повторный прокат
В июле 2010 года Кэмерон объявил о повторном прокате «Аватара», но на этот раз в расширенной (режиссёрской) версии и исключительно в 3D и IMAX 3D-кинотеатрах. Датой начала проката было намечено 27 августа 2010 года. Фильм вышел с подзаголовком «Специальное издание» (англ. Special Edition) и содержал в себе девять дополнительных минут отснятого материала, включая расширенные версии шести сцен и другие сцены, вырезанные из оригинального фильма. Из-за большого хронометража объём расширенной версии приблизился к текущему максимальному дисковому пространству для IMAX-фильмов (не более 170 минут экранного времени): хронометраж сократили, урезав часть финальных титров. Кэмерон говорил, что девять добавленных минут стоят больше 1 миллиона долларов. За все свои 12 недель проката «Аватар: Специальное издание» собрал 10,74 $ млн в Северной Америке и 22,46 $ млн за рубежом — итого: 33,2 $ млн по всему миру.
В сентябре 2022 года фильм вышел в повторный ограниченный прокат в 3D и IMAX с улучшенным изображением и звуком в формате 4K HDR.

### Кассовые сборы
«Аватар» вышел в прокат на более чем 14 000 экранов. Он собрал 3 537 000 долларов с ночных показов в 2200 кинотеатрах США и Канады за период своего первоначального проката. Фильм заработал 26 752 099 долларов в первый день своего проката и 77 025 481 $ — в первый уик-энд, став тем самым вторым крупнейшим декабрьским кинооткрытием после фильма «Я — легенда». «Аватару» принадлежат другие кассовые рекорды: самый крупный американский открывающий уик-энд для фильма, не основанного на франшизе (опередив «Суперсемейку»), крупнейший открывающий уик-энд для 3D-фильма (опередив «Вверх»), самый высокий открывающий уик-энд для фильма, высказывающегося о проблемах окружающей среды (побив рекорд «Послезавтра») и 40-й крупнейший открывающий уик-энд в Северной Америке, несмотря на вьюгу, которая накрыла Восточное побережье США и нанесла некоторый ущерб результатам открывающего уик-энда. IMAX-версия тоже установила рекорд по открывающему уик-энду в Северной Америке: 9,5 миллионов долларов с проката в 178 IMAX-кинотеатрах, что составляет 12 % от общего на тот момент бюджета картины. 58 международных IMAX-экранов собрали примерно 4,1 млн долларов за первый уик-энд.
Страны, где в первый уик-энд «Аватар» собрал в прокате более 10 миллионов долларов: Россия (19,7 млн), Франция (17,4 млн), Великобритания (13,8 млн), Германия (13,3 млн), Южная Корея (11,7 млн), Австралия (11,5 млн) и Испания (11 млн). В России фильм с января 2010 года 13 лет был самым кассовым в истории, опередив предыдущего рекордсмена — фильм «Ирония судьбы. Продолжение» — и заработав в первоначальном и повторном прокатах $117 997 128; в январе 2023 года уступил статус российскому фильму «Чебурашка» (2022).
За пять первых дней проката фильм собрал по миру 241,6 млн долларов США, что является девятым результатом в списке крупнейших открывающих уик-эндов всех времён и крупнейшим открывающим уик-эндом для нефраншизы, несиквела и оригинального фильма.
Доход фильма со второго уик-энда в американском прокате уменьшился всего лишь на 1,8 %. Собрав 75 617 183 доллара и сохранив лидерскую позицию по результатам кассовых сборов, фильм взял рекорд по крупнейшим кассовым сборам во втором уик-энде.
Доходы с третьего уик-энда в американском прокате уменьшились только на 9,4 %. Фильм собрал 68 490 688 $, сохранив титул «кассового лидера» и взяв рекорд по сборам в третьем уик-энде.
Уже на 19-й день своего международного проката фильм пересёк отметку в 1 миллиард долларов. Быстрее достичь такой планки до него не удавалось ни одной киноленте (быстрее «Аватара» такую сумму собрали «Гарри Поттер и Дары Смерти: часть 2» в 2011 году и «Мстители» в 2012-м).
Фильм также значится как самая кассовая кинокартина 2009 года. В свой четвёртый уик-энд «Аватар» продолжал оставаться лидером американских кассовых сборов, взяв рекорд и в четвёртом уик-энде — 50 306 217 $ — и став самым кассовым фильмом 2009 года в США.
В пятый уик-энд фильм собрал 42 785 612 $, взяв ещё рекорд и по сборам в пятом уик-энде, в шестой и седьмой — 34 944 081 $ и 31 280 029 $ соответственно. 31 января 2010 года «Аватар» стал первым фильмом, который собрал в прокате более 2 миллиардов долларов, а 27 февраля он стал первым фильмом, который собрал свыше 700 млн долларов в американском прокате. «Аватар» оставался кассовым лидером в течение 7 недель подряд у себя на родине, не побив рекорд «Титаника», который не сходил с позиции целых 15 недель подряд. Зато за пределами США и Канады «Аватар» продержался лидером 11 недель подряд.
К концу своего первоначального проката «Аватар» собрал 749 766 139 долларов в США и Канаде и 1 999 298 189 в остальном мире, всего собрав 2 749 064 328 долларов СШАef name="Boxofficemojo"/>.
Включая доход от повторного проката расширенной версии, «Аватар» собрал 760 507 625 долларов в США и Канаде и 2 029 172 169 долларов в остальном мире (72,7 % от общих сборов), всего собрав 2 789 679 794 долларов. В течение своего проката фильм поставил несколько кассовых рекордов. Так, 25 января 2010 года, обойдя рекорд «Титаника», он стал самым кассовым фильмом всех времён и народов спустя 41 день после своего международного релиза и спустя 2 дня после взятия рекорда по кассовым сборам за пределами американского рынка. 2 февраля (через 47 дней после выхода в американский прокат) «Аватар», опять же обойдя рекорд «Титаника», стал самым кассовым фильмом в истории Канады и США. Фильм числится в качестве самой кассовой кинокартины всех времён по меньшей мере в 30 других странах и в качестве первой киноленты, которой удалось собрать больше 2 миллиардов долларов в иностранном прокате. Рекордный доход с продажи билетов на просмотр IMAX-версии составил около 228 миллионов долларов, что более чем в два раза больше предыдущего рекорда.
Джеймс Кэмерон заработал на фильме 248 миллионов долларов.
По подсчётам веб-сайта Box Office Mojo, которые он произвёл с учётом роста средней цены на билеты, «Аватар» должен быть лишь на 14-м месте в списке самых кассовых фильмов в истории США и Канады. Box Office Mojo заметил, что высокие цены на билеты на 3D- и IMAX-версии значительно повлияли на доход «Аватара». По подсчётам сайта, на фильм было продано приблизительно 75 миллионов билетов в Северной Америке — больше, чем на бывшего рекордсмена — «Звёздные войны. Эпизод I: Скрытая угроза» (1999). С учётом инфляции «Аватар» занимает второе место в списке самых кассовых фильмов всех времён и народов после «Унесённых ветром».

## Награды и номинации
«Аватар» был номинирован на премию «Оскар» в девяти категориях, включая «Лучший фильм» и «Лучшую режиссуру», но победил только в трёх из них: «Лучшая работа художника-постановщика», «Лучшая операторская работа» и «Лучшие визуальные эффекты». На 67-й церемонии «Золотой глобус» из четырёх номинаций «Аватар» победил в двух: «Лучший фильм-драма» и «Лучшая режиссёрская работа». Фильм стал «Лучшей картиной» по мнению New York Film Critics Online и «Самым оригинальным, инновационным или креативным фильмом» по версии St. Louis Film Critics, где также выиграл в номинации «Лучшие визуальные эффекты». «Аватар» был номинирован в девяти категориях на премии BAFTA и стал победителем в двух из них: «Лучший продакшн-дизайн» и «Лучшие спецэффекты». Фильм — обладатель множества других различных наград и номинаций.

## Критика
В целом фильм был достаточно положительно принят критиками. Он имеет рейтинг 7,4 балла из 10, по версии агрегатора Rotten Tomatoes, который также сообщает, что 82 % из 306 профессиональных кинокритиков положительно отозвались о фильме. По данным того же агрегатора, фильм удостоился рейтинга 95 %, основанного на 39 рецензиях популярнейших критиков Интернета, телевидения, радио и прессы. Критический консенсус сайта гласит: «Фильм больше впечатляет техническим уровнем исполнения, нежели сюжетом, но „Аватар“ — это необычайный подарок Кэмерона воображению зрителя». На Metacritic фильм имеет рейтинг 83 % на основании 35 рецензий. CinemaScore — фирма, занимающаяся исследованием рынка, — проводила опрос зрителей на выходе из кинотеатра в течение открывающего уик-энда. Так, средняя оценка кинозрителей была «А» («отлично»). Опрос также показал, что главной особенностью фильма, по мнению зрителей, было использование 3D.
Стивен Спилберг назвал «Аватар» самым изумительным произведением кинофантастики со времён «Звёздных войн». А Эмир Кустурица считает, что такой фильм, как «Аватар», — просто глупость, где ставка делается на эффект и зрелищность сцен с помощью 3D. Он полагает, что всё это делается лишь для того, чтобы вытащить из людей деньги, а по-настоящему серьёзное кино должно добиваться своей трёхмерности за счёт смысла.
Журнал Time посчитал «Аватар» самой убедительной попыткой создания вымышленного мира в истории кинематографа, которая на годы вперёд определит горизонт кинодостижений если не в имитации наших повседневных впечатлений, так в изобретении новых.
Роджер Эберт назвал фильм выдающимся, заметив, что в Голливуде ещё остался по крайней мере один человек, умеющий мудро потратить 250 или 300 миллионов долларов. Он назвал «Аватар» событием с большой буквы — одним из тех фильмов, которые необходимо посмотреть, чтобы уметь поддержать разговор в обществе. Эберт также отметил, что в фильме явно прослеживается антивоенный, «зелёный» (эко-) посыл.
Рецензент французского Cahiers du cinéma в статье «Новые рубежи» не посчитал нужным обсуждать сюжет «этой наивной сказки» о «пробуждении либидо у инвалида», сосредоточившись на техническом новаторстве Кэмерона, который (наряду с Земекисом) добился неслыханной прежде убедительности созданной компьютером реальности бесчисленных новых форм, фактур и красок. Отличие Кэмерона от Земекиса состоит в том, что синтетический мир первого полон безудержной энергии юности, лишён каких-либо признаков разложения, он представлен как мир даже более подлинный, чем мир «оптической реальности».
Юрий Гладильщиков в журнале The New Times отметил неожиданную для блокбастера идеологию «Аватара»: «Раньше лишь редкие маргиналы, например Кира Муратова, ставили человечеству „ноль“. Теперь безоговорочный приговор человечеству выносит массовый кинематограф». Он отметил структурное сходство фильма с предыдущей работой Кэмерона: «Сначала час с лишним романтики, приключений, красот и любви. Затем час с лишним — крутейший экшен».
На страницах The Village Voice кинокритик Джим Хоберман отметил, что сочетание традиционной актёрской игры, анимации, CGI и техники захвата движения в «Аватаре» выполнено бесшовно, создавая ощущение просмотра компьютерной игры: доисторический зверинец «Парка юрского периода» бушует в сгенерированной «Матрицей» «Экзистенции». Это «технологическое чудо» Хоберман иронически уподобляет вестерну вроде «Танцев с волками», перенесённому на другую планету. Однако ощущение нового «Метрополиса» сопровождает просмотр только первой части фильма, до того момента, когда на поверхность выплывает его однобокий политико-экологический посыл. Журнал «Мир фантастики» ради «Аватара» нарушил свою систему оценок и дал фильму 11 баллов из 10 возможных, назвал его главным фильмом 2009 года и революцией в кинематографе. По мнению журнала, «Аватар» — «именно тот фильм, который превратил 3D-эффекты из модной игрушки в полноценный художественный приём» наравне со звуком и цветом. Позднее журнал назвал Джейка Салли предателем человечества и включил его в «10 самых известных предателей в фантастике», отметив, однако, что «это тот случай, когда измена человечеству — единственный способ остаться человеком». Землян из «Аватара» журнал назвал «неоднозначными злодеями» за их первоначальные попытки решить спор с на’ви миром, а Майлза Куоритча сравнил с образом «батяни-комбата».
Отклики о фильме вроде «Да, там классная картинка, но идиотский сценарий!», «да это „Танцующий с волками“ на другой планете!» заставили New York Post написать об «Аватаре» как об одном из самых недооценённых фильмов десятилетия. По мнению рецензента, куда важнее фабульных зигзагов то, что это первая в истории кинематографа бесшовная альтернативная реальность, выход кино на принципиально новый уровень миростроительства. Американские рецензенты отнесли к слабым сторонам фильма тяжеловесность трафаретных диалогов (обычная претензия к фильмам Кэмерона) и предсказуемость сюжетных поворотов во второй части фильма. Ведущий популярной телепередачи «At the Movies», Майкл Филлипс, на страницах Chicago Tribune выразил своё разочарование той половиной «Аватара», когда магия открытия неведомого мира сменяется рутинными для фантастического жанра сценами боевых столкновений.
Полина Грибовская из «Интерфакса» дала положительную оценку фильму. По её мнению, «Аватар» — это уникальное для современности кино, способное убедить. Она назвала подбор актёров «безупречным» и нашла сюжетные сходства с мультфильмом «Долина папоротников» (1992). Грибовская не видит смысла в негативной критике «Аватара»: «…все претензии обречены так и остаться холостой пальбой и беззубыми выпадами».
Андрей Воронцов из Lenta.ru сравнил фильм по размеру бюджета и «невиданным» спецэффектам с «Волшебником страны Оз» 1939 года. Рецензент утверждает, что вымышленный мир по своей детализации превосходит «специализированные фильмы» телеканала Discovery. Воронцов считает, что в «Аватаре» практически отсутствуют спецэффекты ради спецэффектов: 3D служит неким «вспомогательным инструментом». Из недостатков рецензент назвал сценарий (непроработанные персонажи и их мотивации), «незапоминающуюся» актёрскую игру и саундтрек, напоминающий, по его словам, фрагменты из других композиций, написанных Хорнером.
Ксения Рождественская из «Газеты.Ru» отметила очевидный и уже «знакомый» по «Покахонтас» и «Танцам с волками» сюжет фильма. Но Кэмерон, по её словам, делает из очевидного неочевидное, чудо: благодаря эффекту 3D зритель действительно попадает на другую планету, что заставляет его смотреть фильм «как впервые в жизни».
Ярослав Забалуев, также из Газеты.Ru, назвал фильм готовившейся 14 лет мирной революцией от Джеймса Кэмерона. Он отметил, что фильм обескураживает, с одной стороны, простотой сюжета, с другой — дивным новым миром, в котором флора и фауна Пандоры проработаны до мелочей.
Лидия Маслова из газеты «Коммерсантъ» назвала фильм оглушительным «пшиком» после такого продолжительного творческого молчания.
Роман Волобуев из журнала «Афиша» отметил, что основа фильма — хрестоматийный американский миф про Джона Смита и Покахонтас, и в её сердце конфликт, война не столько даже между цивилизацией и природой, сколько между практическим и фантастическим видением мира, реальностью и мечтами.
Василий Корецкий из журнала Time Out назвал «Аватар» развлекательной кинокартиной, а сюжет — консервативным до обыденности. Из плюсов он отметил «феерические пейзажи с мухоморами и динозаврами».

## Влияние фильма

### Культура и общество
«Аватар» стал объектом множества пародий и шуток на телевидении и в Интернете. В частности, фильм был спародирован в эпизоде «Танцы со смурфами» мультсериала «Южный парк».
Также пародия присутствует в эпизоде «Treehouse of Horror XXII» анимационного сериала «Симпсоны», в эпизоде «Law and Oracle» «Футурамы» и в одном из выпусков шоу «Большая разница».
Отсылки к фильму присутствуют и в сфере игровой индустрии. Так, в мультиплатформенной игре Operation Flashpoint: Red River игрок может слышать от одного из персонажей фразу: «Боец, это не Пандора, а ты не какой-то там синехвостый хренов кот, так что разуй глаза и следи за своим сектором».
После выхода в прокат и последующего успеха «Аватара» некоторые студии преобразовали ранее снятые в 2D фильмы в трёхмерный формат: «Битва титанов», «Повелитель стихий» и другие. Режиссёр Ридли Скотт, посмотрев фильм, решил снимать свой следующий проект — «Прометей» — по 3D-технологии.
Фильм также оказал влияние на индустрию моды. Под впечатлением после просмотра картины создавали свои коллекции дизайнеры и модельеры: Жан-Поль Готье, Валентино Гаравани, Жэнь Као и Александр Маккуин.
А в 2010 году журнал Vogue в своём мартовском номере опубликовал 10-страничную фотогалерею, созданную под влиянием кинокартины.
В том же году компания Nike выпустила ограниченную серию кроссовок Nike Air Max Na’vi Edition количеством в девять пар.
После выхода фильма в прокат были зафиксированы случаи, когда новорождённым давали такие имена, как Нейтири, Торук и Пандора.
Многие люди после просмотра фильма признавались, что впадали в депрессию и даже думали о самоубийстве из-за невозможности очутиться в мире, изображённом в картине.
В апреле 2010 года в Лондоне, в Гайд-парке, было установлено искусственное пятиметровое Древо Души.
В 2011 году портал TorrentFreak опубликовал список 10 самых нелегально скачиваемых фильмов в истории кинематографа. Первое место занял «Аватар», который за два года после своего релиза был скачан 21 миллион раз.

### Скандалы
24 января 2010 года гора Цзянькуньчжу (которая якобы была использована как прототип ландшафта Пандоры), находящаяся рядом с китайским городом Чжанцзяцзе, была официально переименована местными чиновниками в Гора-Аллилуйя-Из-Аватара. Идея об изменении названия горы была связана с желанием местных властей заработать на успехе фильма: они рассчитывали, что такое название привлечёт в данный регион туристов. Жители Китая, увидевшие эти публикации, обвинили администрацию города в алчности и преклонении перед западной культурой. В связи с этим 28 января администрация Чжанцзяцзе опровергла информацию о переименовании горы, объяснив это недоразумением: по их словам, основное название — «Цзянькуньчжу» — было оставлено, а название «Гора-Аллилуйя-Из-Аватара» было принято лишь как дополнительное. В Китае широкий прокат фильма был запрещён цензурой. Фильм вышел ограниченным тиражом только в 3D-формате в нескольких кинотеатрах. Отдел пропаганды ЦК КПК решил, что фильм может подстрекать к насилию. Вместо него на экраны страны был пущен байопик о Конфуции. В широкий прокат фильм вышел в Китае лишь в 2021 году.
Во время просмотра в кинотеатре 3D-версии «Аватара» у 42-летнего жителя тайваньского города Синьчжу случился инсульт. Через 11 дней он скончался. Врач реанимации Пэн Цзиньчжи предположил, что инсульт могло вызвать чрезмерное возбуждение от просмотра фильма.

### Обвинения в плагиате
В январе 2010 года организация «Коммунисты Петербурга и Ленинградской области» разместила на своём сайте заявление о требовании ареста Джеймса Кэмерона за «расхищение советской фантастики». По заявлению секретаря организации, «звёздно-полосатая мразь подняла руку на творческое наследие покойных Стругацкого, Ефремова, Булычёва, режиссёра Павла Арсенова, пользуясь тем, что ушедшие из жизни авторы не могут написать заявление в прокуратуру». Борис Стругацкий заявил, что Джеймс Кэмерон украл идею из знаменитого цикла романов братьев Стругацких «Мир Полудня» 60-х годов 20-го века, однако 76-летний писатель сказал «Не судиться же с ним из-за этого».
В начале декабря 2011 года бывший коллега Кэмерона Эрик Райдер обвинил его в краже идеи и подал на него иск в Верховный суд Лос-Анджелеса. Согласно этому иску, в 1999 году Райдер предложил режиссёру снять эпическое кинополотно «KRZ 2068» о жестокой колонизации корпорацией некой далёкой планеты с нетронутой природой. В его задумке также фигурировали механизированная броня и персонаж, воплощённый Сигурни Уивер. По словам истца, изначально компания одобрила его идею, но после заморозила проект, решив, что фильмом об экологических проблемах никто не заинтересуется. Размер запрошенной компенсации неизвестен.
В том же месяце писатель-фантаст Брайант Мур заявил, что в фильме использованы идеи из его сценариев: «Aquatica» (с англ. — «Акватика») и «Descendants: The Pollination» (с англ. — «Потомки: Опыление»). По словам Мура, в его сценариях и фильме есть некоторые параллели: светящиеся растения, духовная связь персонажей с природой и другие. Писатель потребовал от режиссёра и компании 20th Century Fox возмещения ущерба размером в 2,5 миллиарда долларов.
В июле 2012 года министр культуры Якутии Андрей Борисов заявил, что сюжет «Аватара» основывается на якутском эпосе «Олонхо». Одна из параллелей между двумя произведениями — это Мировое дерево из эпоса и священное древо из «Аватара».
Судья Маргарет Морроу также отклонила иск Джеральда Моравски, который показывал Кэмерону в 1991 году проект, схожий с «Аватаром». Морроу посчитала, что все предполагаемые сходства можно отнести либо к личным идеям Кэмерона, либо к общеизвестным историческим событиям. Режиссёр сообщил: «Это печальные реалии нашего бизнеса — когда появляется успешный фильм, тогда появляются и люди из ниоткуда, утверждающие, что их идеи были использованы в нём <…> Я благодарен суду за то, что он увидел вопиющую ложь в утверждении мистера Моравски».
В 2015 году чеченский писатель Руслан Закриев объявил, что Кэмерон использовал в сценарии его роман «Секретное оружие», который он начал писать в 1996 году, а опубликовал в 2002 году. Некий экспертный совет, состоящий из членов Союза писателей Чеченской Республики, согласился, что некоторые сцены идентичны с фильмом. Писатель, требуя миллиард долларов, отправил режиссёру письмо, на которое получил ответ, сводившийся к тому, что в США уже свыше десяти различных авторов заявили, что частичка «Аватара» была украдена и что «Закриеву придётся встать в очередь».

## Издания и показ на телевидении
На DVD и Blu-ray фильм вышел под дистрибуцией 20th Century Fox Entertainment 22 апреля 2010 года в США (что совпало с Днём Земли) и 26 апреля в Великобритании. В России релиз DVD-издания состоялся также 22 апреля, а Blu-ray-издание вышло 29 апреля того же года.
Первые Blu-ray и DVD-издания не содержали никаких дополнительных материалов: в них были включены только кинотеатральная (нерасширенная) версия фильма в формате 1.78:1 (16:9) и различные настройки звука и изображения. Blu-ray-диск использовал технологию защиты от несанкционированного копирования BD+ 5, из-за чего некоторые Blu-ray-проигрыватели не могли воспроизводить фильм без соответствующего обновления встроенного программного обеспечения.
В первый же день начала продаж фильма на Blu-ray был установлен рекорд — 1,5 миллиона штук — больше, чем у бывшего рекордсмена, «Тёмного рыцаря» (600 тысяч единиц). DVD и Blu-ray-изданий вместе за первый день было продано более 4 млн штук. За первые четыре дня с момента начала продаж было продано 2,7 млн копий в США и Канаде, что является рекордом Blu-ray-продаж в этом регионе (бывший рекордсмен — «Тёмный рыцарь»). За первые три недели было распродано 19,7 млн DVD и Blu-ray-версий, что является рекордом за подобный период.
«Аватар: Расширенное коллекционное издание», состоящее из трёх дисков, вышло 16 ноября 2010 года в США на DVD и Blu-ray. В России издание поступило в продажу 25 ноября того же года. В данном издании содержались три различные вариации фильма: оригинальная кинотеатральная, повторно прокатная и расширенная версии.
Последняя из них включала шесть дополнительных минут видео.
Релиз также содержал 45 минут удалённых сцен и другие полезные функции.
Изначально Кэмерон заявил, что 3D-версия «Аватара» выйдет примерно в ноябре 2010 года, но студия внесла поправки, постановив: «3D находится в концептуальной стадии, и „Аватар“ не выйдет на 3D Blu-ray в ноябре». В мае 2010 года Fox датой выхода 3D-издания назвала 2011 год. Позже стало известно, что Fox дала Panasonic эксклюзивную лицензию на 3D Blu-ray-версию и что диск можно будет приобрести только с покупкой телевизора Panasonic 3DTV. Срок этой лицензии истёк в феврале 2012 года. В октябре 2010 года Кэмерон говорил, что в свободную продажу 3D-версия поступит «года через два». В конце концов издание вышло 16 октября 2012 года и включало в себя 3D Blu-ray версию фильма и DVD с дополнительными материалами.
Мировая телевизионная премьера фильма состоялась 24 декабря 2010 года (в сочельник) на британском телеканале Sky 3D в 3D-версии. Премьера на телеэкранах в России прошла 25 декабря 2011 года на «Первом канале» в 17:55 по московскому времени и в 2D-версии.

## Сиквелы
После успеха первого фильма первоначально было утверждено два продолжения «Аватара»; впоследствии их число было увеличено до четырёх. Соответствующие даты выхода были назначены на 17 декабря 2021 года, 22 декабря 2023 года, 19 декабря 2025 года и 17 декабря 2027 года. Из-за влияния пандемии COVID-19 на кинематограф выход четырёх продолжений «Аватара» был отложен; Аватар: Путь воды вышел 16 декабря 2022 года, а даты выхода других трёх назначены на 19 декабря 2025 года, 21 декабря 2029 года и 19 декабря 2031 года. Кэмерон является режиссёром, продюсером и соавтором сценария всех четырёх фильмов; Джош Фридман, Рик Джаффа, Аманда Сильвер и Шейн Салерно принимали участие в процессе написания сценариев всех сиквелов, прежде чем им было поручено закончить отдельные сценарии, в результате чего возможные авторские кредиты для каждого фильма неясны.
Съёмки первых двух сиквелов начались в сентябре 2017 года. Сэм Уортингтон, Зои Салдана, Джованни Рибизи, Джоэл Дэвид Мур, Дилип Рао и Си Си Эйч Паундер вновь исполняют свои роли, как и Стивен Лэнг и Мэтт Джеральд, несмотря на смерть их персонажей в первом фильме. Сигурни Уивер также возвращается, однако она заявила, что будет играть другого персонажа.
Среди новых актёров — Клифф Кертис и Кейт Уинслет в роли представителей народа рифов На’ви из Меткаины и Уна Чаплин в роли Варанг, «сильного и яркого центрального персонажа, который охватывает всю сагу сиквелов». Семь детей-актёров также изобразят новых ключевых персонажей в сиквелах: Джейми Флаттерс, Британия Далтон и Тринити Блисс в роли детей Джейка и Нейтири, Бейли Басс, Филип Гельо и Дуэйн Эванс-младший в роли фридайверов с Меткаины, а Джек Чемпион в роли человека. Хотя первые два сиквела были сняты, Кэмерон заявил в интервью 26 ноября 2017 года: «Давайте посмотрим правде в глаза, если „Аватар 2“ и „Аватар 3“ не заработают достаточно денег, то „Аватар 4“ и „Аватар 5“ не будет».
14 ноября 2018 года Кэмерон объявил о завершении съёмок фильмов «Аватар: Путь воды» и «Аватар: Огонь и пепел» с основным актёрским составом. В сентябре 2020 года Кэмерон подтвердил, что съёмки живого действия для второго фильма завершены, а для третьего фильма завершены более чем на 90 %.